# پشت درهای بسته
پشت درهای بسته (انگلیسی: Behind Closed Doors) یک رمان مهیج نوشتهٔ بی. ای. پاریس است که در سال ۲۰۱۶ منتشر شد و در لیست پرفروش‌ترین کتاب‌های سال قرار گرفت. این کتاب نخستین رمان نویسنده است. این کتاب رمانی جنایی است و بسیاری از مخاطبان دختری در قطار به این رمان علاقه نشان داده‌اند. 
رابرت شونتکه قرار است فیلمی بر اساس این رمان کارگردانی کند.

## خلاصه داستان
پشت درهای بسته روایتی است برگرفته از زوایای تاریک ذهن انسان. بی. ای. پاریس در این رمان مخاطب را بین دو زمان حال و گذشته قرار می‌دهد که دو عنصر ترس و تعلیق بین این دو زمان باعث می‌شود که خواننده درجا میخکوب شود، چرا که او در نیز در جدال بین عقل و احساس گرفتار می‌شود و مجبور است راه فراری پیدا کند. 
زوجی به ظاهر بی‌نهایت خوشبخت شخصیت‌های اصلی این رمان هستند. همه‌چیز در ظاهر خوب است اما به مرور آن‌چه پشت درها پنهان مانده، نمایان می‌شود. از ابتدای داستان بازی روانی با کلمات آغاز می‌شود تا حقیقت آشکار شود.  
این رمان جنایی روان‌شناسانه در عین حال که با روایتی ساده و به دور از هرگونه پیچیدگی نقل می‌شود، داستانی را خلق می‌کند که توصیفی است از احساسات و عواطف انسانی، به ویژه نفرت و ترس که از ویژگی‌های مهم آن به شمار می‌رود. پشت درهای بسته رمانی است که رنگ و بدی ترس دارد و در عین حال خواننده را به تامل در تناقض میان ظاهر و باطن انسان‌ها وامی‌دارد. 
بسیاری از آدم ها، زوجی مانند جک و گرِیس را می شناسند: مردی خوشتیپ و ثروتمند و زنی زیبا و جذاب. به سختی می توان گریس را بهتر شناخت چرا که این زوج هیچ‌وقت از هم جدا نیستند. برخی ممکن است اسم این رابطه را عشق راستین بگذارند. دوستان گریس به خانه زیبای آن ها آمده‌اند و از یک مهمانی شام بی‌نقص لذت می‌برند. آن ها دوست دارند که لطف جک و گریس را با دعوت کردن آن‌ها به خانه‌شان جبران کنند. گریس هم دوست دارد که دعوت آن ها را بپذیرد اما می‌داند که این کار امکان پذیر نیست. زمانی که کسی به خانه این زوج زنگ می‌زند، گریس هیچ‌وقت گوشی را برنمی‌دارد. اما دلیل این اتفاق چیست؟ و چرا پنجره‌های اتاق خواب آن‌ها با میله‌هایی فلزی پوشیده شده‌است؟ حقیقت پشت این رابطه عجیب چیست؟